# Aljaksandr Kutjynski
Aljaksandr Kutjynski (hviderussisk: Аляксандр Анатолевіч Кучынскі tr. Aljaksandr Anatolevitj Kutjynski ; russisk: Александр Анатольевич Кучинский tr. Aleksandr Anatolevitj Kutjinskij) (født 27. oktober 1979 i Minsk) er en hviderussisk tidligere professionel cykelrytter.
Aljaksandr Kutjynski begyndte sin karriere i 2004 hos det italienske cykelhold Amore e Vita. I sit første år vandt han Giro d'Abruzzo, en etape af Slovenien Rundt og det franske endagsløb Châteauroux-Classic de l'Indre. Året efter tog han hjem med den samlede sejr i Boucles de la Mayenne og blev hviderussisk landevejsmester. Fra 2006 cyklede Kutjynski for det italienske kontinentalhold Ceramica Flaminia. I dette år blev han nr. 2 på en etape af Giro del Trentino og han vandt Memorial Oleg Dyachenko. Fra 2011 cykler han for UCI ProTour-holdet Katusha.

## Resultater
2004
Châteauroux-Classic de l'Indre
2005
 Hviderussisk mester i landevejsløb
2007
Five Rings of Moscow
2009
2. plads, Gent-Wevelgem
2010
 Hviderussisk mester i landevejsløb
2011
 Hviderussisk mester i landevejsløb

## Hold
- Amore & Vita-Beretta (2004–2005)
- Ceramica Flaminia (2006)
- Liquigas (2007–2010)
- Katusha (2011–)